# Saelices de Mayorga
Saelices de Mayorga – gmina w Hiszpanii, w prowincji Valladolid, w Kastylii i León, o powierzchni 15,83 km². W 2011 roku gmina liczyła 134 mieszkańców.